# صقور الغاب
تجمع صقور الغاب هو جماعة سورية متمردة تابعة للجيش السوري الحر التي تشكلت في مرحلة مبكرة من الحرب الأهلية السورية في فبراير 2012. وكانت في البداية جزءا من مجلس حماة العسكري وعملت بشكل أساسي في سهل الغاب في محافظة حماة الغربية. وقد تلقت الجماعة قذائف مضادة للدبابات من طراز بي جي إم-71 تاو باعتبار أنها جزء من المجلس العسكري الأعلى.

## تاريخ
لعبت المجموعة دورا هاما في الاستيلاء على منطقة الغاب، وشاركت أيضا في هجوم حماة 2014 في شمال حماة.
في 3 أغسطس 2015 شكلت الجماعة مع 14 من فصائل الجيش السوري الحر في شمال حماة جيش النصر، أو غرفة عمليات جيش النصر، من أجل دعم الهجمات التي قادها جيش الفتح. وفي الشهر نفسه اغتيل قائد المجموعة، المقدم جميل رعدون، في انفجار سيارة مفخخة في أنطاكيا، تركيا. وأفادت الأنباء أن الجماعة كانت لديها «علاقة عدائية» مع جبهة النصرة التابعة للقاعدة قبل اغتيال رعدون.
في 24 أكتوبر، أُدمجت صقور الغاب بالكامل في جيش النصر الذي تحول من غرفة عمليات إلى مجموعة موحدة.